# 瀋陽植物園

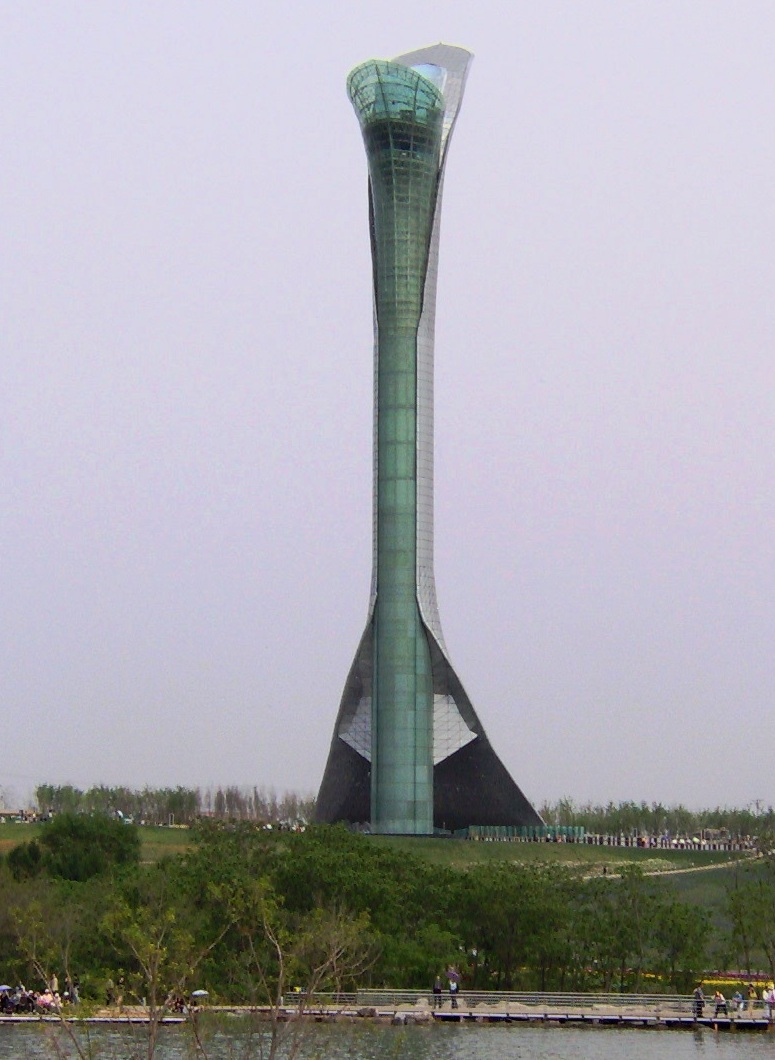
瀋陽植物園のシンボル塔は開花する花のように見える。

瀋陽植物園（しんようしょくぶつえん、中国語: 沈阳植物园）は、中華人民共和国遼寧省瀋陽市の北東郊外にある植物園。国家級の観光名所である。

## 概要
瀋陽植物園は、瀋陽市の北東郊外の棋盤山国際観光区にある。2006中国瀋陽世界園芸博覧会の開催地であり、瀋陽世博園としても知られている。瀋陽植物園は1959年に設立され、中国の観光地等級AAAAA（2007年認定）の観光名所に指定されている。

## 歴史
- 1959年2月、瀋陽植物園が設立された。
- 1970年代まで、ほとんど発展はなかった。
- 1980年代後半以降、建設は急速に発展し、人気の観光地になった。
- 2002年4月、瀋陽市市政府はそれまでの瀋陽市建設管理局から瀋陽市七盤山開発区管理委員会へ、管轄を移した。
- 2004年7月、瀋陽陽植物園は第一回「中国の観光地等級5A」に指定された。
- 2006年5月1日から10月31日まで、2006中国瀋陽世界園芸博覧会を開催された。